# (33661) Sophiaswartz
1999 JU91 (asteroide 33661) é um asteroide da cintura principal. Possui uma excentricidade de 0.05789200 e uma inclinação de 7.56974º.
Este asteroide foi descoberto no dia 12 de maio de 1999 por LINEAR em Socorro.